# Gartempe (gmina)
Gartempe – miejscowość i gmina we Francji, w regionie Nowa Akwitania, w departamencie Creuse.
Według danych na rok 1990 gminę zamieszkiwały 124 osoby, a gęstość zaludnienia wynosiła 13 osób/km² (wśród 747 gmin Limousin Gartempe plasuje się na 492. miejscu pod względem liczby ludności, natomiast pod względem powierzchni na miejscu 565.).